# Akebia trifoliata
Akebia trifoliata är en narrbuskeväxtart. Akebia trifoliata ingår i släktet akebior, och familjen narrbuskeväxter.

## Underarter
Arten delas in i följande underarter:
- A. t. australis
- A. t. trifoliata
- A. t. litoralis

## Bildgalleri

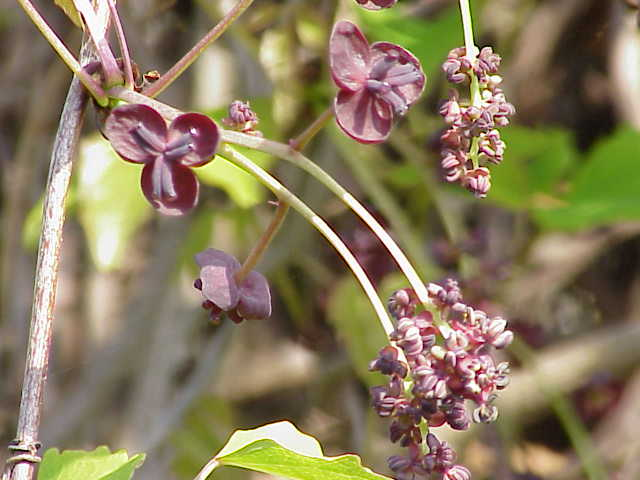